# Kabupaten Murung Raya
Kabupaten Murung Raya är ett kabupaten i Indonesien.   Det ligger i provinsen Kalimantan Tengah, i den nordvästra delen av landet, 1 100 km nordost om huvudstaden Jakarta. Antalet invånare är 96 857. Arean är 23 700 kvadratkilometer.
Terrängen i Kabupaten Murung Raya är kuperad åt sydost, men åt nordväst är den bergig.